# Järsöfjärden, Åland
Järsöfjärden är en fjärd i Lemland på Åland, den skiljer skärgårdsområdet Järsö–Nåtö i väster från fasta Lemland i öster. Järsöfjärden gränsar i norr till Slemmern och i söder till Kuggholmsfjärden och Rödhamnsfjärden.